# Портер Хајтс (Тексас)
Портер Хајтс (енгл. Porter Heights) насељено је место без административног статуса у америчкој савезној држави Тексас.

## Демографија
По попису из 2010. године број становника је 1.653, што је 163 (10,9%) становника више него 2000. године.
| Група             | 2000.         | 2010.         |
| Белци             | 1.347 (90,4%) | 1.216 (73,6%) |
| Афроамериканци    | 6 (0,4%)      | 11 (0,7%)     |
| Азијати           | 4 (0,3%)      | 5 (0,3%)      |
| Хиспаноамериканци | 112 (7,5%)    | 385 (23,3%)   |
| Укупно            | 1.490         | 1.653         |